# عمو بن
بن پارکر با نام کامل بنجامین فرانکلین پارکر، شخصیت داستانی کتاب‌های کمیک آمریکایی است که توسط مارول کامیکس منتشر شده‌است. او همسر می پارکر و عموی پیتر پارکر ملقب به مردعنکبوتی است. عمو بن ابتدا در فانتزی شگفت‌انگیز # در ۱۵ (اوت ۱۹۶۲) ظاهر شد و توسط نویسنده استن لی و طراحی استیو دیتکو خلق شده‌است.
عمو بن توسط کلیف رابرتسون در سه‌گانه مرد عنکبوتی سم ریمی، مارتین شین در دوئولوژی مرد عنکبوتی شگفت‌انگیز مارک وب به تصویر کشیده شد.